# Усть-Парная
Усть-Парная — деревня в Шарыповском районе Красноярского края России. Входит в состав Холмогорского сельсовета.

## География
Деревня расположена в 15 км к югу от районного центра Шарыпово. В деревне протекают две реки Парнушка и Береш. Если смотреть с Березовой гривы (это гора расположенная к востоку, высота горы 1000 м), то видно что деревня расположена в большом углублении.

## История
Известен с начала освоения русскими этой части Сибири как улус Усть-Парнинский, который был населён хакасами. Усть-Парная всегда была небольшой деревней. В начале двадцатого века в ней проживало около 250 человек, а к концу — 75 человек.
К северо югу в начале 1900-х рядом с озером Цинголь было поселение, но из-за не очень благоприятного климата они переехали в Усть-Парную. Основное заселение территории русскими началось в послевоенные годы.

## Население
| 1901 | 2010 |
| ---- | ---- |
| 250  | ↘95  |

Гендерный состав
По данным Всероссийской переписи населения 2010 года 6 мужчин и 49 женщин из 95 чел.

## Инфраструктура
В селе имеются: фельдшерско-акушерский пункт, сельский клуб и магазин.

## Памятники
В 2015 году открыт памятник Победе.